# 笹本晶花
笹本 晶花（ささもと あきか、10月16日 ‐ ）は、日本のフリーアナウンサー、舞台俳優、ウクレレ奏者。オフィスキイワードの大阪に所属。
奈良女子大学生活環境学部卒業。愛称はさーさ。身長151cm。血液型AB型。

## 経歴
- おはラジ！（FMひらかた）
- 給食バンザイ（FMひらかた）
- ひらかたマテリアル（FMひらかた）
- ハッピーファミリー（FM伊丹）[2]
- Itami Weekend Trip（FM伊丹）[3]
- ハッピーアフタヌーン（FM伊丹）[4]
- いばらき光の回廊イルミネーションDJ
- ラジオ大阪インタビュー
- GAORA リスピーカー
- 天満音楽祭司会
- 就職活動セミナーカゲアナ
- キッズメイト歌のおねえさん
- ショッピングモール館内アナウンス
- ミドリイベント司会
- コンサートイベント呼び込み
- 中古自動車オークション
- ブライダル司会

## 人物
趣味：ウクレレ弾き語り、読書、旅の絵日記、ライブハウス巡り。
特技：和菓子作り、トイレを語らせるといつまでも話せる。激辛料理を涼しい顔で食べられる。
資格：インテリアコーディネーター、福祉住環境コーディネーター、キッチンスペシャリスト、合気道初段、和菓子師範課卒業。
オフィスキイワードの同期は四方香菜。
フリーアナウンサー、舞台俳優、脚本家、演出家の四方香菜率いる演劇集団「しかプロ」に参加し、近畿地方で活動している。
飲み仲間であったボスパンとウクレレデュオ「ボッサ―サ」を結成し、不定期にライブ活動をしている。
ウクレレだけでなく、鍵盤ハーモニカ、パンデイロの演奏もこなす。